# Мало коло
Мало коло је традиционални плес који се изводи уз музику на територији Баната, у Војводини.
У савременој или традиционалној, свакодневној или свечаној, сеоској или градској ношњи, уз инструменталну пратњу гајди, фруле, тамбуре, хармонике, мало коло је најзаступљенији играчки образац војвођанских Срба.
Као елемент нематеријалног културног наслеђа представља нераскидив део очувања националног идентита. Мало коло се налази на листи нематеријалног културног наслеђа Србије од 2021. године под инвентарним бројем 53.

## О колу
Игра се у затвореном или отвореном колу у којем учествују извођачи различите родне и генерацијске припадности, међусобно повезани тзв. војвођанским хватом (играчице држе руке на раменима играча, који се међусобно хватају за руке иза њихових леђа). 
Кинетички образац плеса се заснива на симетричном латералном кретању: два корака за десном, па два корака за левом руком.
Специфичност малог кола представља родна подељеност: варирања плесне структуре и фразирање мушкараца су базирани на просторно-агогичком нијансирању, док се женски начин плесања заснива на ритмички варираном поцупкивању. 
У малом колу сви извођачи, без обзира на род и извођачко умеће, имају прилику да варирају плесне покрете, што представља његову битну инклузивну одлику и кључ виталности.

## Континуитет
Да Мало коло и даље живи у Војводини доказује и чињеница да је оно деценијама заступљено у наступу готово сваког културно-уметничког друштва, као и у свакодневном животу Војвођана.
Врло је популарно и међу православним Србима у Румунији, тамо се обавезно игра када младенци излазе из цркве.